# 王嗣 (蜀漢)
王嗣 （？年—？年），字承宗，蜀漢大臣，犍為資中人。官至鎮軍將軍。

## 生平
延熙年間，王嗣以功德顯著。舉孝廉，歷任西安圍督、汶山太守、安遠將軍、鎮軍將軍。王嗣負責安撫羌、胡，使他們歸服，甚至各種凶神惡煞也願意歸降，王嗣都以恩信待之，北方得以太平。大將軍姜維每次北征，羌、胡都出資軍馬及軍糧，北伐都賴其物資。王嗣隨姜維北征，中箭受傷，幾個月後去世。少數民族參加其葬禮，送行的有數千人，號呼涕泣。王嗣的子孫，羌、胡都將他們視如至親，或結為兄弟。

## 評價
《益部耆舊雜記》：嗣為人美厚篤至，眾所愛信。